# Autopartage en France
L'autopartage en France se développe depuis la fin des années 1990. En 2010, des services d’autopartage fonctionnent dans une vingtaine de villes et rassemblent environ 25 000 utilisateurs. En 2011, des services d’autopartage entre particuliers voient le jour. Au 1er janvier 2022, ils concernent 12 677 véhicules pour 323 000 utilisateurs dans 736 communes,.

## Historique

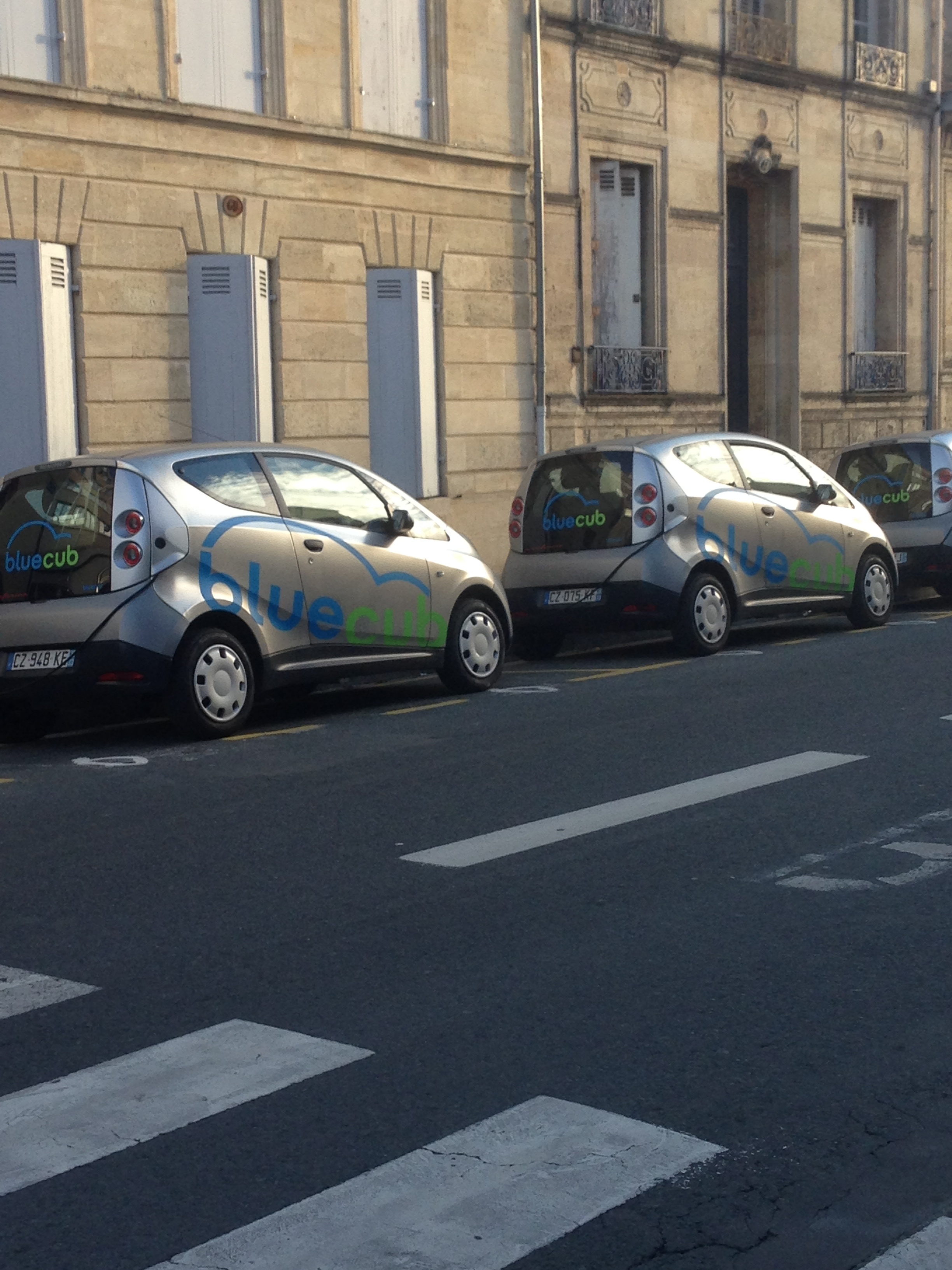
BlueCub dans Bordeaux Métropole.

Si les premières expériences françaises d’autopartage remontent aux années 1970, cette forme de transport ne se développe réellement qu'à partir de la fin des années 1990, sur le modèle de ce qui est inventé en Suisse au milieu des années 1980. L'avance de ce pays s'explique principalement par son avance en matière de gestion du stationnement dans les centres-villes et la qualité de ses transports en commun ; autant d'incitations à n'utiliser la voiture que ponctuellement.
En 2003, dans un rapport du Commissariat général du Plan (intitulé Transports urbains : quelles politiques pour demain ?) Roland Ries, rapporteur et ancien président du Groupement des autorités responsables de transport pose le constat d'un retard important de la France dans ce domaine et propose de promouvoir ce mode de transport.
Une étude parue en juin 1998 montre par ailleurs que les différences de choix modaux des usagers suisses et français s’expliquent pour l’essentiel par la différence considérable d’offre de places de stationnement automobile. En effet, à taille égale, les agglomérations suisses offrent quatre à cinq fois moins de places de stationnement pour les voitures privatives. Il s’ensuit que l’utilisation des transports en commun par les Suisses est beaucoup plus importante qu’en France. Dès lors, l'autopartage diminue d'autant l'utilisation de places de stationnement.

### Loi pour promouvoir l'autopartage (2006)
En 2006, le Sénat adopte à l'unanimité la proposition de loi présentée par Roland Ries « tendant à promouvoir l’autopartage ». La loi est transmise du Sénat à l’Assemblée Nationale en 2007.
En 2007, le développement de l'autopartage est l'une des nombreuses propositions du Grenelle de l'environnement, retenue par le Grenelle I et précisée par le projet de loi Grenelle II. Ce dernier annonce en effet un label consacré à l'autopartage, qui bénéficiera donc enfin d'une définition juridique claire ;  « la mise en commun au profit d'utilisateurs abonnés d'une flotte de véhicules de transports terrestres à moteur. Chaque abonné peut accéder à un véhicule sans conducteur pour le trajet de son choix et pour une durée limitée. »  Un décret en Conseil d'État fixe les conditions d'obtention du label en 2011. Le projet est à l’étude au ministère des transports. Les mairies pourront attribuer des places réservées et des tarifs de parking préférentiels aux voitures détentrices du label autopartage. Afin d’être éligibles au label, les voitures partagées devront entre autres respecter les dernières normes européennes sur les émissions et avoir un carnet d’entretien parfaitement à jour.
Depuis 2011, la France a vu se développer les services d’autopartage entre particuliers. Des particuliers propriétaires de voitures mettent à la location leur voiture. Cela permet aux propriétaires de rentabiliser leur voiture et aux locataires de disposer de voitures variées, partout en France. En 2012, ce service continue à s'étendre, mais le nombre d'abonnés doit encore augmenter pour que le modèle économique soit rentable.

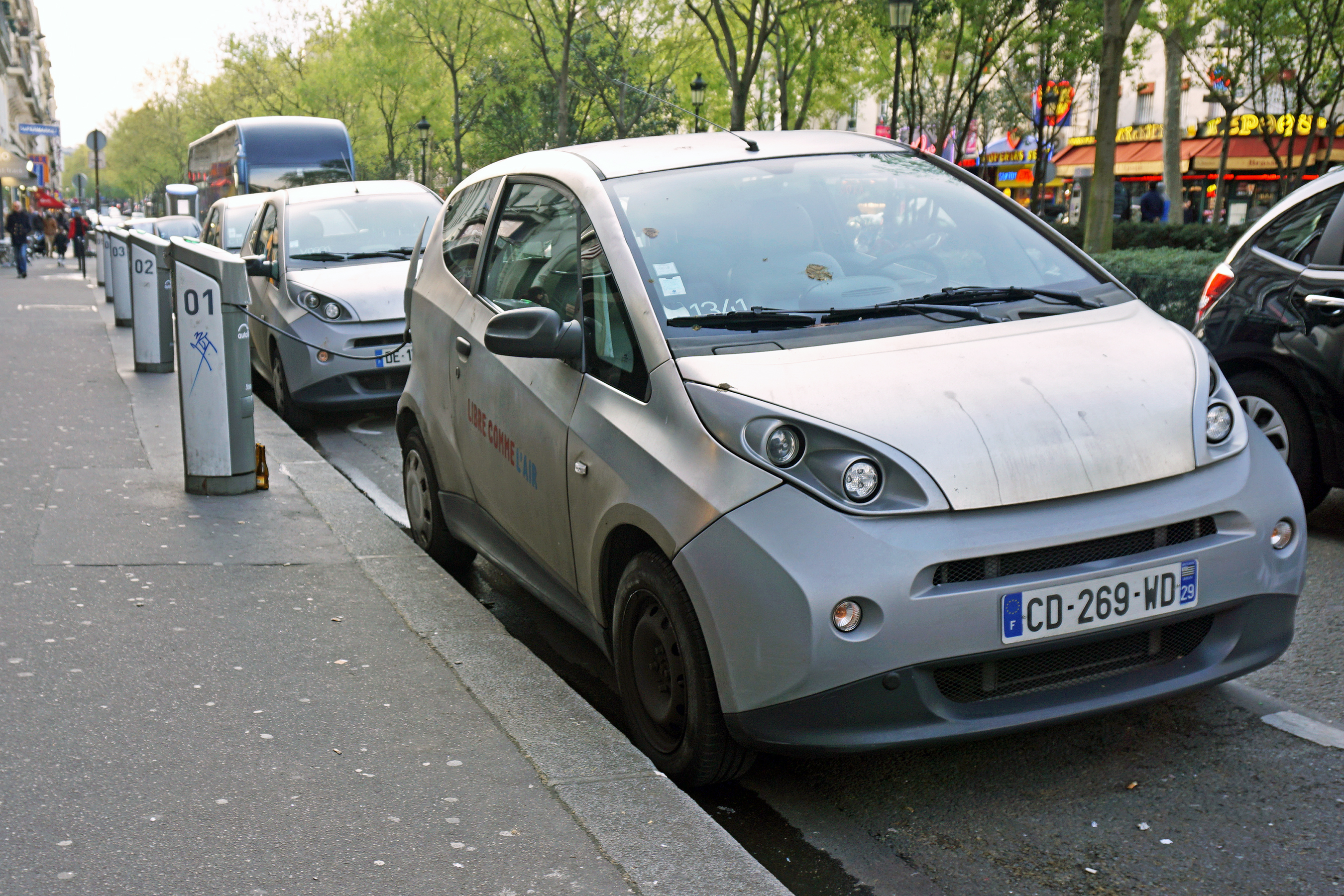
Des voitures en autopartage de la marque Autolib' (2015).

L’exploitant Bolloré estime avoir besoin de 80 000 abonnés pour atteindre un équilibre financier envisagé vers 2018 pour des coûts d’exploitation estimés à 80 millions d’euros/an. Les résultats au premier anniversaire d'Autolib' laissent le groupe Bolloré présager d'un équilibre atteint dès 2014. Autolib’ dispose début décembre 2012 de 47 000 abonnés, mais le projet intéresse Bolloré de valoriser la Bluecar et le véhicule électrique et « d'évangéliser le marché et d’expérimenter à grande échelle la Bluecar sur ses aspects techniques ». Quant à Veolia Transdev et Keolis, ils en font un outil supplémentaire d'intermodalité alors que CityzenCar, Buzzcar et autres Livop cherchent à alléger l'infrastructure de location en s'appuyant sur le parc existant, ce qui demande un accord des assureurs.

### Groupement Citiz (2002) et Association des acteurs de l'autopartage (2020)
Fondé en 2002 sous le nom de France-Autopartage, le réseau Citiz est une coopérative créée par les pionniers de l'autopartage en France (Marseille, Lyon, Grenoble, Strasbourg).
En 2020, les entreprises spécialisées dans l'autopartage créent une organisation professionnelle afin de promouvoir leur activité et d'être représentées d'une seule voix face aux pouvoirs publics,. L'Association des acteurs de l'autopartage (AAA) regroupe onze entreprises du secteur.

## Services d'autopartage en France
|                             | Type d'autopartage | Type d'autopartage | Type d'autopartage                        | Type d'autopartage | Public       | Public   | Type de motorisation  | Type de motorisation | Type de motorisation | Type de véhicule       | Type de véhicule      | Type de véhicule | Couverture                                          |
| --------------------------- | ------------------ | ------------------ | ----------------------------------------- | ------------------ | ------------ | -------- | --------------------- | -------------------- | -------------------- | ---------------------- | --------------------- | ---------------- | --------------------------------------------------- |
| Nom                         | En boucle          | En trace directe   | En libre-service intégral (free floating) | Entre particuliers | Tous publics | Privatif | Véhicules électriques | Véhicules hybrides   | Véhicules thermiques | Voitures particulières | Véhicules utilitaires | Micro-gabarits   |                                                     |
| Citiz                       |                    |                    |                                           | NA                 |              | NA       |                       |                      |                      |                        |                       | NA               | France                                              |
| Mobylus                     |                    |                    |                                           |                    |              |          |                       |                      |                      |                        | NA                    | NA               | France                                              |
| Clem'                       |                    | NA                 |                                           |                    |              |          |                       |                      |                      |                        |                       | NA               | France                                              |
| Zity                        |                    |                    |                                           |                    |              |          |                       |                      |                      |                        |                       |                  | Paris, Lyon                                         |
| Getaround                   |                    |                    |                                           |                    |              |          |                       |                      |                      |                        |                       | NA               | France                                              |
| Roadstr                     |                    |                    |                                           |                    |              |          |                       |                      |                      |                        |                       | NA               | France                                              |
| Turo (anciennement OuiCar ) |                    |                    |                                           |                    |              |          |                       |                      |                      |                        |                       | NA               | France                                              |
| Communauto                  |                    |                    |                                           |                    |              |          |                       |                      |                      |                        |                       |                  | Paris                                               |
| ShareNow                    |                    |                    |                                           |                    |              |          |                       |                      |                      |                        |                       |                  | Paris                                               |
| Free2Move                   |                    |                    |                                           |                    |              |          |                       |                      |                      |                        |                       |                  | Paris                                               |
| Ubeeqo                      |                    |                    |                                           |                    |              |          |                       |                      |                      |                        |                       |                  | Paris                                               |
| Shaary                      |                    |                    |                                           |                    |              |          |                       |                      |                      |                        |                       |                  | Marseille, Nice, Strasbourg                         |
| Marguerite                  |                    |                    |                                           |                    |              |          |                       |                      |                      |                        |                       |                  | Nantes                                              |
| Optymo                      |                    |                    |                                           |                    |              |          |                       |                      |                      |                        |                       |                  | Belfort                                             |
| Modulauto                   |                    |                    |                                           |                    |              |          |                       | NA                   |                      |                        |                       | NA               | Occitanie                                           |
| Yea! (Citiz)                |                    |                    |                                           |                    |              |          | NA                    | NA                   | NA                   |                        |                       |                  | Alpes, Bordeaux, Rennes, Lyon, Strasbourg, Toulouse |
| Mobilize Share              |                    |                    |                                           |                    |              |          |                       |                      |                      |                        |                       |                  | France                                              |
| Lulu Autopartage            |                    |                    |                                           |                    |              |          |                       |                      |                      |                        |                       |                  | Lunéville                                           |
| Iodines                     |                    |                    |                                           |                    |              |          |                       |                      |                      |                        |                       |                  | Toulouse                                            |
| Leo&Go                      |                    |                    |                                           |                    |              |          |                       |                      |                      |                        |                       |                  | Lyon                                                |

## Situation à Paris

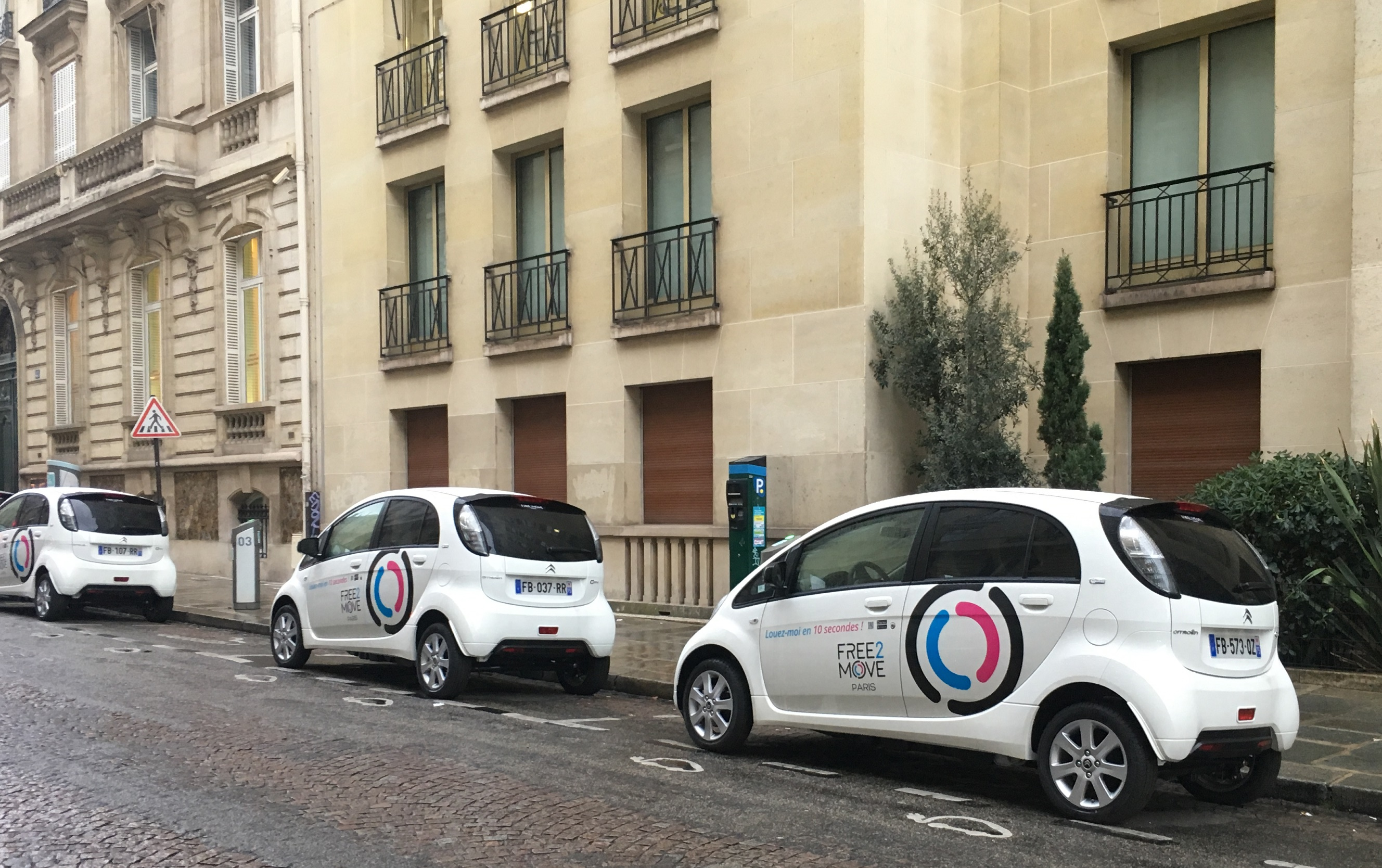
Véhicules partagés de la marque Free2Move à Paris.

Un rapport de la ville de Paris estime qu'un véhicule utilisé en autopartage en boucle peut remplacer « sept voitures et libérer six places de stationnement ».
Le service Autolib' entre en service en 2011, et propose 4 000 véhicules électriques Bluecar, 1 100 stations dans 102 communes de l'agglomération parisienne. Après son démantèlement en 2018, le réseau des stations de recharge reste en service.
Fin 2018, la société Free2Move, filiale de PSA, lance un service d'autopartage composé de 550 voitures Peugeot iOn et Citroën C-Zero.
En juillet 2019, 1 500 voitures sans station sont proposées par Free2Moove (PSA), Moov'in Paris (Ada et Renault) et Share Now (Daimler et BMW).
Fin 2019, après un appel d'offres, la mairie lance le service Mobilib', un système d'autopartage en boucle (le véhicule doit être ramené à son point de départ) et lui réserve 1 200 places de parking en septembre 2019, dont 851 pour Ubeeqo, les trois autres opérateurs retenus étant Ada (56 voitures), Communauto (152 voitures) et Getaround (154 voitures),.
En 2022, la Ville de Paris recense :
- trois opérateurs qui proposent un service en trace directe (flotte libre, avec location à la minute)[13] : 
  - Sharenow (anciennement Car2go),
  - Zity
  - Free2Move
- et trois opérateurs qui proposent un service en boucle (flotte sur places réservées)[14] : 
  - Communauto
  - Getaround
  - Ubeeqo
  - Clem', spécialisé dans les utilitaires

En janvier 2024, l’opérateur Renault Mobilize annonce mettre un terme à Zity, son service de véhicules en libre-service dans la capitale, en raison de trop nombreuses dégradations sur sa flotte qui rendent les coûts de maintenance trop importants. Selon une porte-parole du groupe, le nombre de dégradations sur ses véhicules à Paris est supérieur en moyenne de 72 % par rapport aux autres villes.

## Évolution du nombre de véhicules et de stations
|       | Nombre d'utilisateurs | Nombre de véhicules | Nombre de stations | Nombre de communes |
| ----- | --------------------- | ------------------- | ------------------ | ------------------ |
| 2015  |                       | 4 921               | 1 644              |                    |
| 2021  | 294 000               | 11 546              |                    | 700                |
| 2022, | 323 000               | 12 677              |                    | 736                |

## Types de service
On peut distinguer plusieurs modalités d'autopartage : 
- service en boucle : les véhicules sont stationnés sur des emplacements fixes, et restitués au même endroit à la fin de la location. Avantage : on est certain de trouver une voiture près de chez soi et de disposer d'une place pour se garer à son retour, presque comme s'il s'agissait de sa propre auto ;
- service en flotte libre (ou en trace directe) : les voitures électriques sont empruntées puis garées n'importe où, avec un prix de location à la minute (au-delà de deux heures, la location en boucle est souvent plus économique[11])

On peut également distinguer des services d'autopartage à but non lucratif, portés par des particuliers, des associations, des coopératives d'usagers ou des entreprises. Ces services peuvent recevoir ou non des aides publiques.
Si un service privé à but lucratif existe localement, la loi sur la concurrence interdit de subventionner le lancement d'un service à but non lucratif. Inversement, comme il est difficile de lancer un service à but lucratif si un service à but non lucratif est déjà bien implanté, la création de services d'autopartage devient un enjeu pour certaines villes.
- Associations. — Ce type de structure convient pour gérer des services assez petits, lors de leur phase de lancement, mais est moins approprié à partir d'une vingtaine de voitures. Une association qui fait de l'autopartage peut aussi inclure le partage d'autres objets entre ses adhérents[18].
- Société coopérative. — Le réseau Citiz, premier réseau d'Autopartage coopératif en France[réf. souhaitée], regroupe seize structures indépendantes. En 2021, il compte 15 000 abonnés dans cinquante villes et plus de 1600 véhicules. Via des sociétés coopératives d'intérêt collectif à but non lucratif ou, plus rarement, d'entreprises publiques, ce réseau est notamment présent dans 17 des 21 métropoles de France.
- Entreprises. — Des entreprises à but lucratif se sont lancées en France sur le marché de l'autopartage (par exemple le canadien Communauto ou l'américain Zipcar). Plusieurs sociétés françaises telles que Virtuo, Turo (anciennement OuiCar[10]) et Roadstr se disputent le marché français[19].
- Particuliers. — L'autopartage entre particuliers est une pratique moins connue mais numériquement plus importante, avec entre 35 000 et 70 000 personnes[20]. Le potentiel de l'autopartage entre particuliers est énorme puisque la France compte 30 millions de véhicules. Depuis 2011, l’autopartage privé s’est organisé, et la France a vu se développer les services d’autopartage entre particuliers (par exemple : Drivy). On parle ici de service car les particuliers propriétaires des voitures offrent un service de location aux conducteurs. Les sites fournissent une assurance qui permet d'apporter un cadre actuariel à ces locations.